# Eugénie Potonié-Pierre

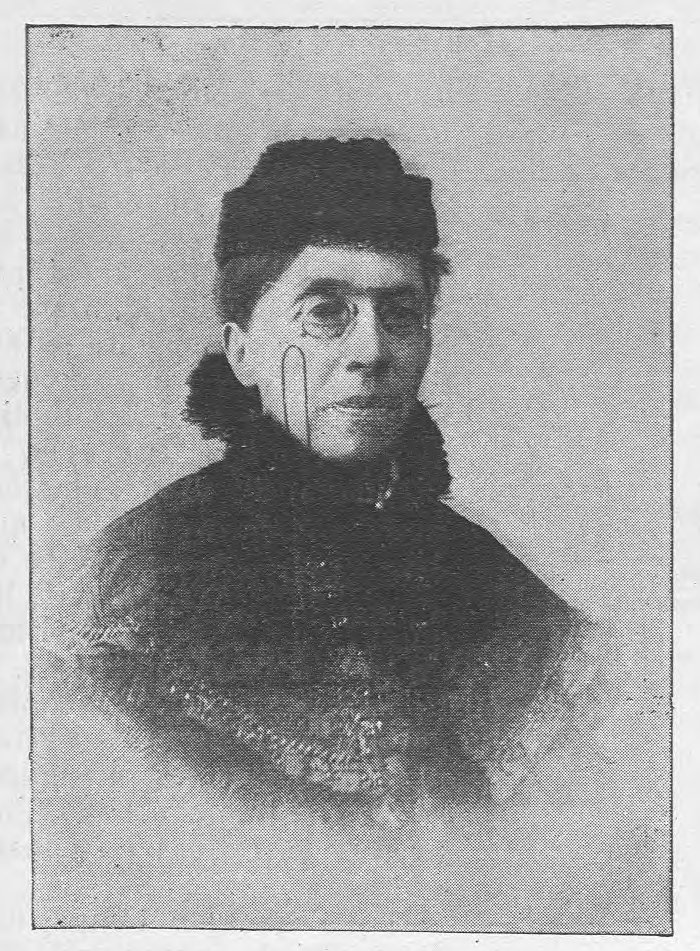
Eugénie Potonié-Pierre

Eugénie Potonié-Pierre (* 5. November 1844 in Lorient; † 12. Juni 1898 in Fontenay-sous-Bois) war eine französische Feministin. Sie war die Gründerin der Fédération française des sociétés féministes (Französischer Verband der feministischen Gesellschaften).

## Leben
Eugénie Pierre wurde als Tochter des Fourieristen und Philosophieprofessors Guillaume Pierre aus Lorient geboren. Im Jahr 1880 gründete sie zusammen mit Léonie Rouzade die Union des femmes (Union der Frauen), die erste sozialistische feministische Gruppe in Frankreich. Jules Guesde nahm an ihrer ersten öffentlichen Versammlung teil. Ab 1881 lebte sie mit Edmond Potonié-Pierre, einem Saint-Simonisten und Pazifisten zusammen, der die Ligue universelle du bien public (Universelle Liga des Gemeinwohls) gegründet hatte. Das Paar war nicht verheiratet, signierte seine Schriften aber gemeinsam Potonié-Pierre.
In den 1870er Jahren wurde sie Sekretärin der Société pour l’amélioration de la condition des femmes (Gesellschaft zur Verbesserung des Status von Frauen), der auch Léon Richer und Maria Deraismes angehörten. Außerdem war sie an der Redaktion von Léon Richers Wochenzeitschrift Le Droit des femmes beteiligt.
1889 gründete sie zusammen mit Marie-Rose Astié de Valsayre die Ligue des femmes (Liga der Frauen), manchmal auch femmes socialistes (Sozialistische Frauen) genannt, um dem Konservatismus des Congrès des œuvres et institutions féminines (Kongress der Frauenwerke und -institutionen) entgegenzuwirken. Um den Feminismus und die Arbeiterbewegung einander näher zu bringen, gründete sie 1891 die Solidarité des femmes (Solidarität der Frauen). Sie rief die Feministinnen dazu auf, sich zusammenzuschließen. In der Fédération française des sociétés féministes wurden acht Gesellschaften zusammengeschlossen. Eugénie Potonié-Pierre organisierte auch den internationalen feministischen Kongress in Paris im Mai 1892.
In ihrer Rede auf dem Internationalen Kongress 1896 in Berlin schrieb Potonié-Pierre sich und französischen Feministinnen die Prägung des Begriffs Feminismus zu.
Die Solidarité des femmes und die Ligue française pour le droit des femmes (Französische Liga für das Recht der Frauen) organisierten den internationalen feministischen Kongress in Paris 1896.
Eugénie Potonié-Pierre starb im Alter von 54 Jahren in Fontenay-sous-Bois plötzlich an einer Gehirnblutung. Ihre Asche wurde im Kolumbarium des Père-Lachaise (Feld Nr. 755) beigesetzt.

## Zitat
« Ich bin mir sicher, dass die Frau der Zukunft genauso sein wird wie die Frau von heute, die in der Lage ist, über unterdrückende Gesetze und idiotische Bräuche hinwegzusehen. »